# METAR
METAR er en forkortelse for METeorological Aerodrome Report – eller på almindeligt dansk: Meteorologisk rapport for en lufthavn.
En METAR er en kortfattet (ca. 60 tegn) stump tekst, der efter en specifik formatering fortæller, hvordan vejret er observeret at være på et givent tidspunkt.

## Kodeopbygning
En simpel METAR består af følgende kodestumper: 

METAR [ID] [datotidsgruppe] [vind] [sigtbarhed] [skyer] [temperatur og dugpunkt] [lufttryk]

Et eksempel på en METAR (hentet via DMI's hjemmeside) er:

METAR EKYT 082020Z 21013KT 9999 FEW020 SCT042 BKN120 07/04 Q0996 NOSIG

For at få det til at give lidt mening, bliver de enkelte blokke her oversat:
METAR fortæller at den pågældende stump tekst er en METAR. En signal-identifikator.
EKYT er lufthavnens identifikation efter ICAO's lufthavnskoder. I det her tilfælde Aalborg Lufthavn.
082020Z er datotidsgruppen. Den læses som ddhhmm (dd = dag, hh = timer, mm = minutter). 082020Z er altså klokken 2020 d. 8. Z'et angiver at tidspunktet er angivet i tidszonen zulu (GMT).
21013KT er vinden og læses som rrrssee. rrr er retningen, ss er styrken og ee er enheden. Altså er vindretningen 210 grader, styrken er 13 og enheden er knob (sømil/time), det vil sige der blæser en jævn vind fra sydvest.
9999 er sigtbarheden, angivet i meter. Værdier over 10 km. angives som 9999 uden at være nærmere specificeret.
FEW020 SCT042 BKN120 er skydækket. 
De første tre bogstaver angiver skytætheden som enten FEW (få skyer), SCT (scattered, spredte skyer), BKN (broken, brudt skydække) eller OVC (overcast, overskyet). De tre tal efterfølgende angiver højden af skydækkets bund, i 100 fod.
FEW020 angiver således, at der er få skyer med base i 2.000 fods højde, SCT042 angiver spredte skyer med base i 4.200 fods højde og BKN120 angiver brudt skydække med base i 12.000 fods højde. De angivne højdeværdier angiver altid højde over lufthavnsniveau, og ikke over havets niveau, hvilket ellers almindeligvis anvendes som reference i luftfart.
Skydækket kan bestå af en eller flere dele begyndende med FEW, SCT, BKN eller OVC. NCD, som ikke vil være efterfulgt af en talgruppe, en en forkortelse for "No clouds detected", dvs. ingen skyer registreret. NSW er en forkortelse for "No significant weather", altså ingen vejrfænomener af betydning [for luftfarten].
Sigtbarheden og skydækket kan eventuelt angives samlet, ved hjælp af udtrykket CAVOK, kort for "Ceiling And Visibility OK", altså "Skydække og sigtbarhed OK". Dette udtryk kan anvendes, når der ikke er registreret skyer af nogen art under 5000 fod, ingen kommende tåge, tordenvejr, snestorm o.l. samt sigtbarheden er over 10 km.
Vertical visibility,  VV  · Lodret sigtbarhed (når himlen er sløret) – VV pr. 100 fod (30m) (VV /// betyder lodret sigtbarhed utilgængelig)
07/04 angiver temperaturen og dugpunktet. temperaturen er i dette tilfælde 7 grader celsius og dugpunktet er 4 grader celsius. Negative værdier engives som et M efterfulgt af den absolutte værdi, f.eks. M03 for -3 grader celsius.
Q0996 angiver lufttrykket ved lufthavnen, korrigeret så det svarer til lufttrykket ved havoverfladen, angivet i hectopascal (hPa). I dette tilfælde er lufttrykket ved havoverfladen målt til 996 hPa.
NOSIG er en såkaldt TREND, som angiver de forventede ændringer i vejret inden for de kommende 2 timer efter rapporten er udstedt. NOSIG står for "NO SIGnificant changes expected", og angiver således, at der ikke forventes ændringer af betydning i de kommende to timer. Andre mulige TRENDs er: BECMG, efterfulgt af et udtryk for vind og/eller sigtbarhed og/eller skydække, som angiver at vejret ændrer sig hen imod de værdier, der er angivet. På tilsvarende måde angiver TEMPO, efterfulgt af et eller flere udtryk, en tidvis ændring i de observerede vejrforhold.
En METAR kan desuden indeholde information om banesigt og baneforhold.
Banesigt (RVR - "runway visual range") angiver den præcise sigtbarhed langt en specific landingsbane på en lufthavn, og anvendes når den generelle sigtbarhed er meget lav. Der findes forskellige grænseværdier for RVR som afgør, om et fly kan lande eller ej, eftersom sigtbarheden i nogle tilfælde kan være så ringe, at det ikke er teknisk muligt at lande. Den præcise RVR-værdi for en bestemt landingsbane er derfor nyttig, når den generelle sigtbarhed er lav, da disse to værdier ikke nødvendigvis er ens.
Baneforhold (SNOWTAM) angiver de overfladeforhold, som er til stede på en bestemt landingsbane. Typisk anvendes denne del af rapporten om vinteren, hvor der kan være sne og is på landingsbanen. I en METAR vil være angivet hvilken type belægning (f.eks. "tør sne"), der er på banen, hvor stor en del af banen (f.eks. 50%), der er dækket, hvor tyk belægningen (f.eks. 5 mm.) er, samt hvad bremsekoefficienten på banen er (f.eks. 95%). Disse værdier sammenholdt med banens længde anvender piloterne til at beregne, om der overhovedet vil være muligt at nå at bremse inden for landingsbanens areal i forbindelse med en landing. Baneforhold angives som en talrække på 8 cifre, hvor de to første cifre angiver landingsbanens nummer, det næste angiver typen af belægning, herefter et ciffer, der angiver belægningens omfang, efterfulgt af to cifre, der angiver belægningens dybde, og endelig bremsekoefficienten angivet med to cifre. Alternativt kan baneforhold blot angives som "CLRD", kort for "cleared" - ryddet - for at angive, at den pågældende landingsbane er blevet ryddet, f.eks. for sne.
Både meldinger om banesigt og baneforhold vil indledes med en kode, der angiver, hvilken bane, rapporten gælder for.

## Udstedelse af METAR
I Danmark udstedes en METAR for de større lufthavne hvert 30. minut, 24 timer i døgnet, i minuttal 20 og 50. Der kan i særlige tilfælde, eksempelvis hvis vejret ændrer sig betydeligt inden for en METARs gyldighed, udstedes en ekstraordinær rapport, i andre minuttal end disse. Meldingen vil i sådanne tilfælde begynde med udtrykket SPECI, som er kort for "special report".
Der findes et sæt veldefinerede regler og grænser for, hvor store ændringer i vejrforholdene der kan være før der skal udsendes en SPECI.

## Indhentelse af vejrinformation
En METAR kan enten autogenereres eller genereres manuelt. En autogenereret METAR består udelukkende af vejrinformation, som er automatisk indhentet af målestationer ved en lufthavn. En automatisk genereret METAR vil indeholde ordet "AUTO". Desuden vil sigtbarheden typisk være efterfulgt af bogstaverne "NDV", hvilket er en forkortelse på "non directional visibility", og er et udtryk for, at den observerede sigtbarhed ikke nødvendigvis er pålidelig i alle retninger fra lufthavnen. Dette kommer sig af, at en automatisk måling af sigtbarheden typisk kun vil finde sted i én retning, mens sigtbarheden godt kan være anderledes i en anden retning.
En manuelt genereret METAR er baseret på observationer foretaget af en uddannet vejrobservatør, med hjælp fra præcist måleudstyr.
Auto-genererede meldinger anvendes typisk på mindre lufthavne, der ikke har bemanding til at foretage manuelle observationer, eller eventuelt kun har bemanding til at gøre dette på visse tider af døgnet.
Der skelnes mellem autogeneredere og manuelt genererede meldinger, da automatisk genererede meldinger overordnet set betragtes som mindre troværdige end manuelt genererede meldinger.